# 白俄罗斯
白俄羅斯共和國（發音：[rɛsˈpublʲika bʲɛlaˈrusʲ] ⓘ，發音：[rʲɪsˈpublʲɪkə bʲɪlɐˈrusʲ]），简称白俄罗斯（白俄羅斯語發音：[bʲɛlaˈrusʲ] ⓘ；俄語發音：[bʲɪlɐˈrusʲ] ⓘ）、白俄或白国，中文舊譯貝婁魯斯、別洛露西亞，官方舊自稱為「別拉羅斯」，現代其政府官方自定中文全名为「白羅斯共和國」，是位于东欧的内陆国家，首都為明斯克。白俄羅斯蘇維埃社會主義共和國於1991年8月25日從苏联独立，於同年9月19日改稱“白俄罗斯共和国”。白俄罗斯东及北部与俄罗斯为邻，南部与乌克兰接壤，西部同波兰、立陶宛和拉脱维亚毗邻，国土面积207,600平方公里，人口934万人（2021年），大部分居住在明斯克或者其他大城市附近，將近85%人口為白俄罗斯人，主要少數民族依次是俄羅斯人、波蘭人和烏克蘭人。1995年後，白俄羅斯語和俄語均為官方語言。白俄羅斯憲法並無明確規定國教，大多數人信仰基督正教（正教會），其次則為羅馬天主教，而基督宗教的不少節日（如復活節等）也被設為國定假日。

## 词源

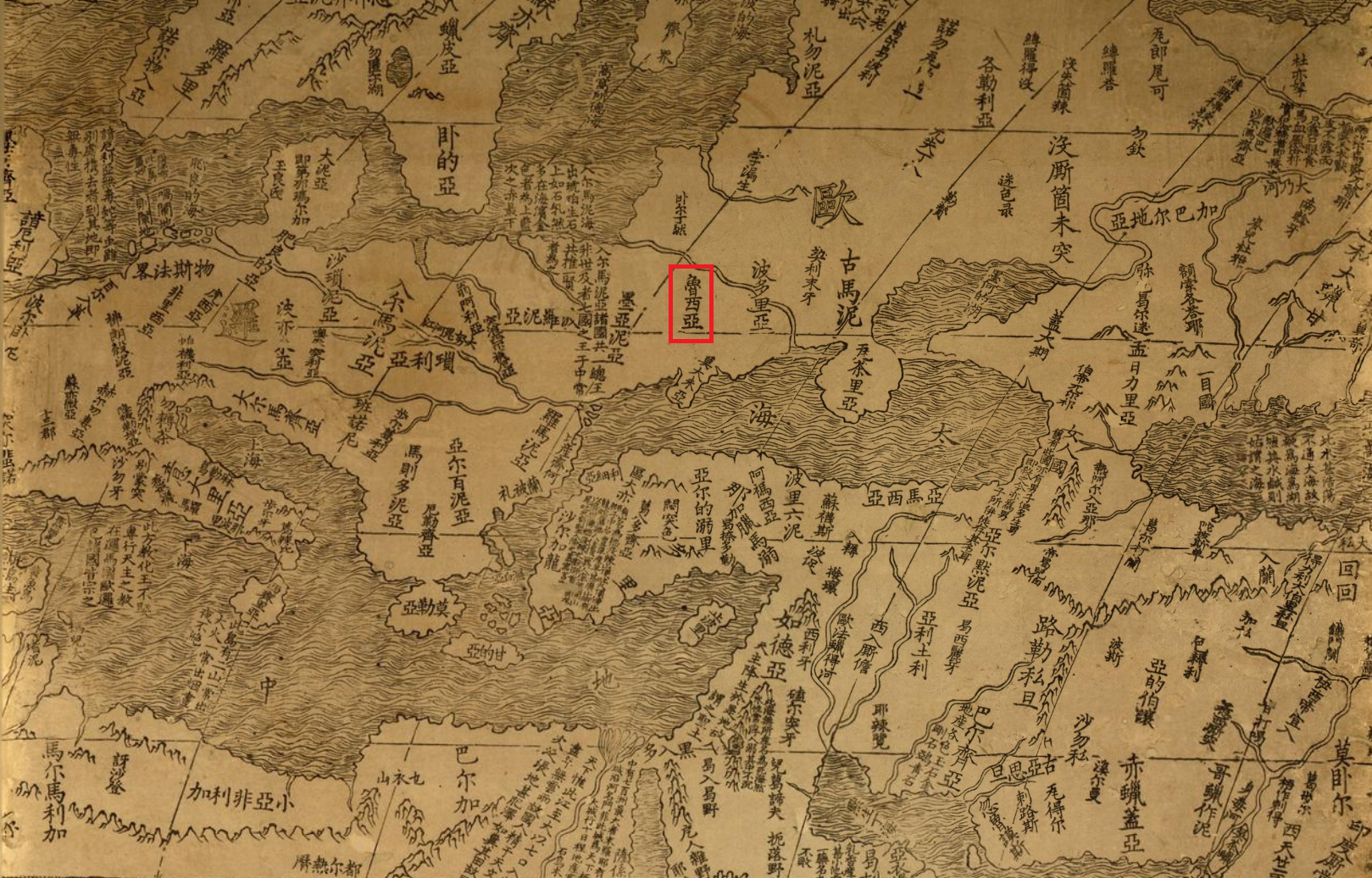
《坤輿萬國全圖》中的魯西亞

白俄羅斯（Белару́сь）在白俄羅斯語的字面意思即是「白色的羅斯」，「羅斯」一詞源自古諾斯語的「Ruotsi」，意為划槳手，原指北歐瓦良格人，他們是維京人的一支。在七、八世紀左右，瓦良格人以武力征服了東斯拉夫人（即今白俄羅斯人、烏克蘭人和俄羅斯人的統稱），最終在東斯拉夫人的土地上建立了留里克王朝，將國家定名為「羅斯」，因首都在烏克蘭的基輔，史稱「基輔羅斯」：其作為東斯拉夫土地上第一個諸國聯盟的建制，維持了近700多年的權威秩序，於是當地的東斯拉夫人便也逐漸稱自己為「羅斯人」。
公元12世纪中叶，由东面來的蒙古人瓦解了基辅罗斯的秩序，当時白羅斯領土上的公國顽强地抵擋著蒙古人的大军，故而“白羅斯”有着未被鞑靼蒙古侵染之意。至於「羅斯」與「俄羅斯」，按照俄方繼承的觀點為同一詞語的不同音譯，而「俄羅斯」這一譯法則是由蒙古人叫出的，大約出現在元代。蒙古人在征服宋、金前就已经率先征服了基辅羅斯，蒙古語沒有把「L」或「R」放在詞首發音的習慣，但是「羅斯」（Rus）在斯拉夫語言中是以「R」為首的，因此在其前面冠以元音，於是「羅斯」變成了「俄羅斯」，故此後來元代有了「俄羅斯」、「鄂羅斯」及「斡羅斯」等譯法。明朝到清初，多音譯為「羅剎」，明代《坤輿萬國全圖》譯作「魯西亞」，到了乾隆年間編修《四庫全書》時，在《欽定元史語解》中正式譯為「俄羅斯」，從此成為固定譯法。
白俄羅斯（Белару́сь）的中文翻译，從前還有“别洛露西亚”等，但现代中文译名普遍采用“白俄罗斯”，而且斯拉夫语言中的“白色”一词发音，更恰巧与中文里的“白”发音相近，所以中文译名“白俄罗斯”既是音译，也是意译。在白俄罗斯独立前，其英文名称为译自俄语的Byelorussia （Белору́ссия），白俄罗斯独立后将英文名定为直接译自白俄罗斯语的Belarus。
白俄罗斯名称中的白色的缘由有多种说法：
1. 13世纪到14世纪期间，西欧人称迄今白俄罗斯大部分地方信奉基督教的斯拉夫人为白色罗斯人，在其西部的波羅的人异教徒为黑色罗斯，在其东部迄今乌克兰的人为红色罗斯。
2. 白俄罗斯人（当地的斯拉夫人）喜欢白色服装，故而得名[22][23]。
3. 没有和鞑靼人融合的罗斯人为白色罗斯人。
4. 在1267年前没有被蒙古帝国征服的罗斯人为白色罗斯人。白俄罗斯驻华大使馆曾發文表示，白俄罗斯这一名称有“独立的，自由的，不被鞑靼蒙古所桎梏的”之意[24]。

2018年3月16日，白俄羅斯駐中華人民共和國大使館對外發布聲明稱：「從語言和語義的角度來看，要把我國名稱翻成中文的話，那就應該用『白羅斯』這個詞，即把現在的名稱去掉『俄』字。這樣就不會把我國和俄羅斯混爲一談。」宣佈將他們國家的正式中文譯名定為「白羅斯」。但中华人民共和国、中華民國、新加坡官方仍皆使用「白俄羅斯」作為中文譯名，尚未更改。

## 历史

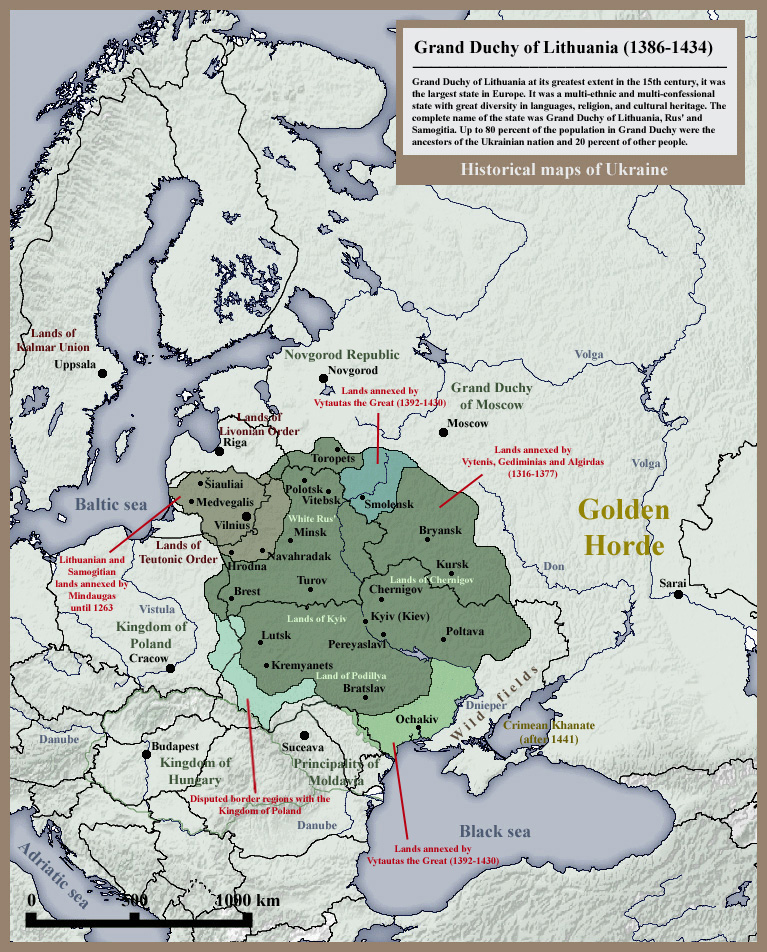
直到1434年，立陶宛大公國的位置，整個白俄羅斯是立陶宛一部分

公元9世纪至11世纪，现代白俄羅斯的大部分领土属于維京人在公元862年建立的基輔羅斯，開啟由留里克王朝引領開拓的一個辽阔东斯拉夫諸國聯盟。在基輔羅斯大公雅羅斯拉夫一世于1054年去世后，羅斯王公數目日益增多引起權鬥，到12世紀後諸多城邦地區相繼獨立擴大自主權。在9至10世纪间，今白俄羅斯南北部建立波洛茨克、圖羅夫—平斯克等公国。13至14世纪蒙古西征終結了羅斯時代後，在與蒙古大軍爭戰的過程裡白羅斯的公國選擇與立陶宛大公国合併，立陶宛大公国的创立首先是經濟的缘故，其次是政治以及和白羅斯这塊土地上的族裔的文化上的一致，13世纪的蒙古对俄羅斯的征服期间，白俄羅斯遭蒙古人的欽察汗國短暫佔領幾年，從此處攻打西歐及波蘭，直到立陶宛大公國南下佔領了基輔，打敗蒙古軍隊，白俄羅斯才躲過这一劫。
1386年2月2日立陶宛大公国和波兰通过两国统治者的婚姻之后结为共主邦聯。联合更加深入的意向最终促使两国在1596年经过盧布林聯合成立波兰立陶宛。1696年波兰语取代其他斯拉夫語言成為官方（王室與貴族）語言，致使其他斯拉夫語言陷於弱勢地位。1486年莫斯科人伊凡三世打算以武力来统一诸罗斯公国，特别是白罗斯、乌克兰和莫斯科西部的土地。1795年，俄罗斯帝国、普鲁士和奥地利掀起对波兰的瓜分，波兰和立陶宛之间的联邦走向结束，这期间白羅斯被俄罗斯帝国吞併。俄羅斯皇帝尼古拉一世和亚历山大三世当政期间，推行去波兰化和俄罗斯化，令白罗斯的文化遭到压制和摧残，直到19世纪，现代白罗斯视之為民族意识觉醒和更加自信的时代。
一戰將要結束的1918年3月25日，布列斯特-立陶夫斯克條約尚在談判中時，隨著德軍的拳擊行動佔領白俄、烏克蘭、波羅的海國家，白俄羅斯就首先宣佈了獨立，由德國扶植下成立白俄羅斯人民共和國，但隨後波蘇戰爭的爆發，導致這個短命的共和政體的東西兩部分領土被俄罗斯苏维埃联邦社会主义共和国和波蘭第二共和國各自佔領。大多數白俄移民在1917到1920年間離開俄國，人數估計在90萬到200萬之間。1919年1月1日，苏维埃俄国在佔領的白俄羅斯領土上宣佈建立白俄羅斯社會主義蘇維埃共和國，1919年2月17日又和立陶宛苏维埃社会主义共和国合併為立陶宛-白俄羅斯蘇維埃社會主義共和國。其后在战争中大片土地被波兰占领，蘇俄為了與波蘭談判，于7月17日正式解散了立陶宛-白俄羅斯蘇維埃社會主義共和國。在苏维埃俄国于1920年7月重新佔領明斯克之後，于7月31日重建白俄罗斯苏维埃社会主义共和国。1921年，波蘇戰爭結束，戰爭雙方對白俄羅斯的瓜分被保持下來，今日白俄羅斯領土的西部歸屬波蘭。1922年12月30日，白俄罗斯苏维埃社会主义共和国簽署了蘇联成立條約，成为蘇联建立時的四個加盟共和國之一。
二战時期，1941年6月22日納粹德國全面入侵苏联，蘇德戰爭开始，中路德軍攻佔白俄羅斯首府明斯克，德國將白俄罗斯小部份與波羅的海三小國合併为奧斯蘭總督轄區，1944年苏联軍隊反攻德國才重新解放。其間白俄羅斯成為了所有蘇联加盟共和國中國民經濟遭遇打擊最沉重的一個，在那段時間裡，納粹德国摧毁了白俄羅斯290座城市中的209座，另外還摧毁了85%的工業及超過100萬幢的建築物。經過戰後的迅速發展，白俄羅斯的工業得到恢復，並成為了蘇联西部的主要製造業中心，創造工作機會，吸引俄羅斯族人前來就業。
1986年，與白俄羅斯相鄰的加盟共和國烏克蘭發生車諾比核電廠事故，因風向與地形的關係，造成東南部的戈梅利州與莫吉廖夫州兩個州受到嚴重的污染。
1991年8月25日，在白俄罗斯共产党的支持下，国名从“白俄罗斯苏维埃社会主义共和国”变更为“白俄罗斯共和国”。蘇聯解體后，1991年8月25日白俄罗斯宣布独立。独立3年后的1994年6月24日和7月10日的两场总统选举中，曾经在国内并不知名的亚历山大·卢卡申科在第一轮选举中的得票率为45%，第二轮以80%的得票率击败14%得票率的竞争对手维亚切斯拉夫·弗兰采维奇·克比奇当选总统。在之后的2001年、2006年和2015年选举中皆连续获选担任总统。人权观察、国际特赦组织对此批评卢卡申科政府有威权主义作风，而卢卡申科的威权统治最终使得该国于2020年爆发了其统治近26年规模最大的反政府示威。

## 政治

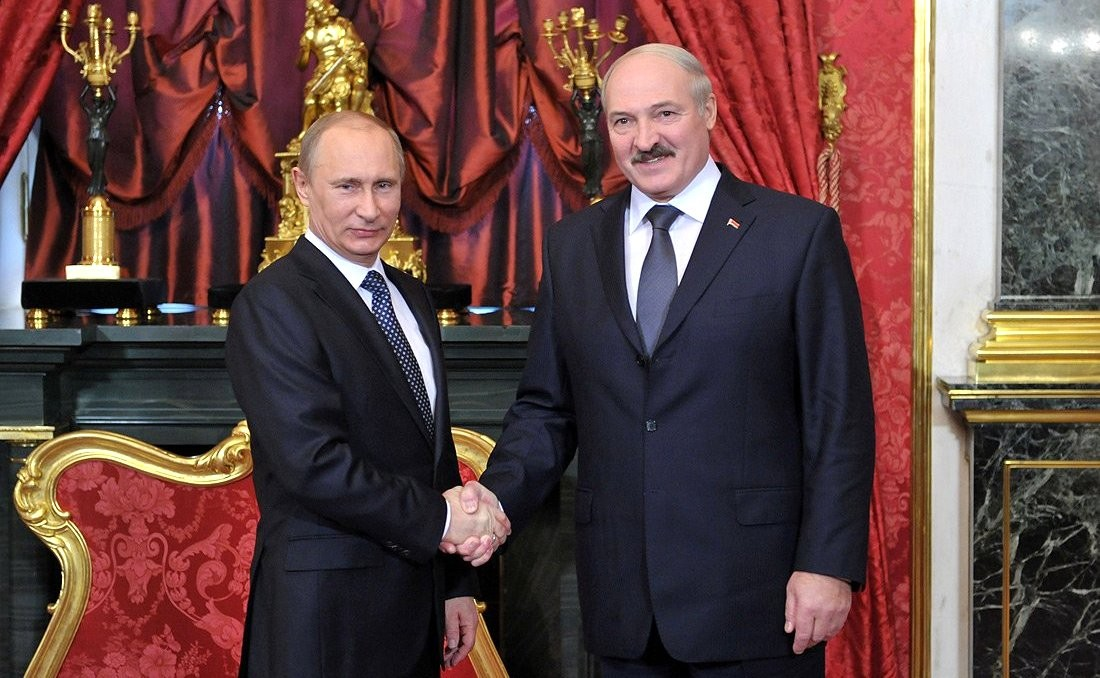
總統盧卡申科（右），與俄羅斯總統普京（左）握手，2012年12月

白俄羅斯是實行半總統制的共和國，政府由白俄羅斯總統、白俄羅斯總理所組成，總統為國家元首，行政權由總統和總理共享，前者有更大權力。根據1994年憲法所規定，每五年舉行一次總統的選舉，1996年總統任期五年被改為七年任期一次。國會的下議院由110位成員所組成，上議院則由64位成員所組成。全國人民大會為白俄羅斯政權最高代表機構，自1996年首次召開會議，會議代表任期5年。2024年亞歷山大·盧卡申科出任大會主席後，會議由以往每5年召開一次改為至少每年一次。

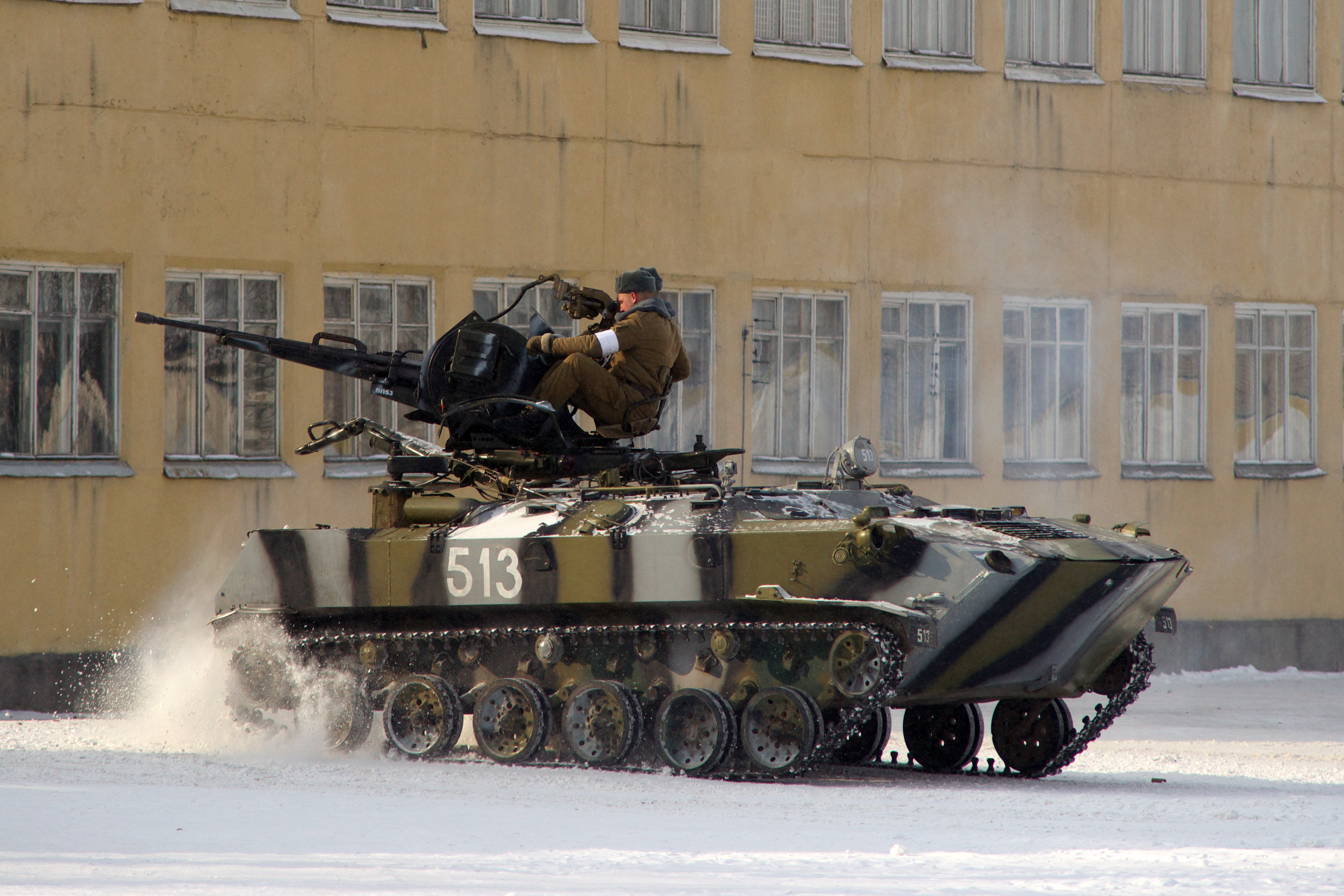
白俄羅斯BTR-ZD自行防空砲

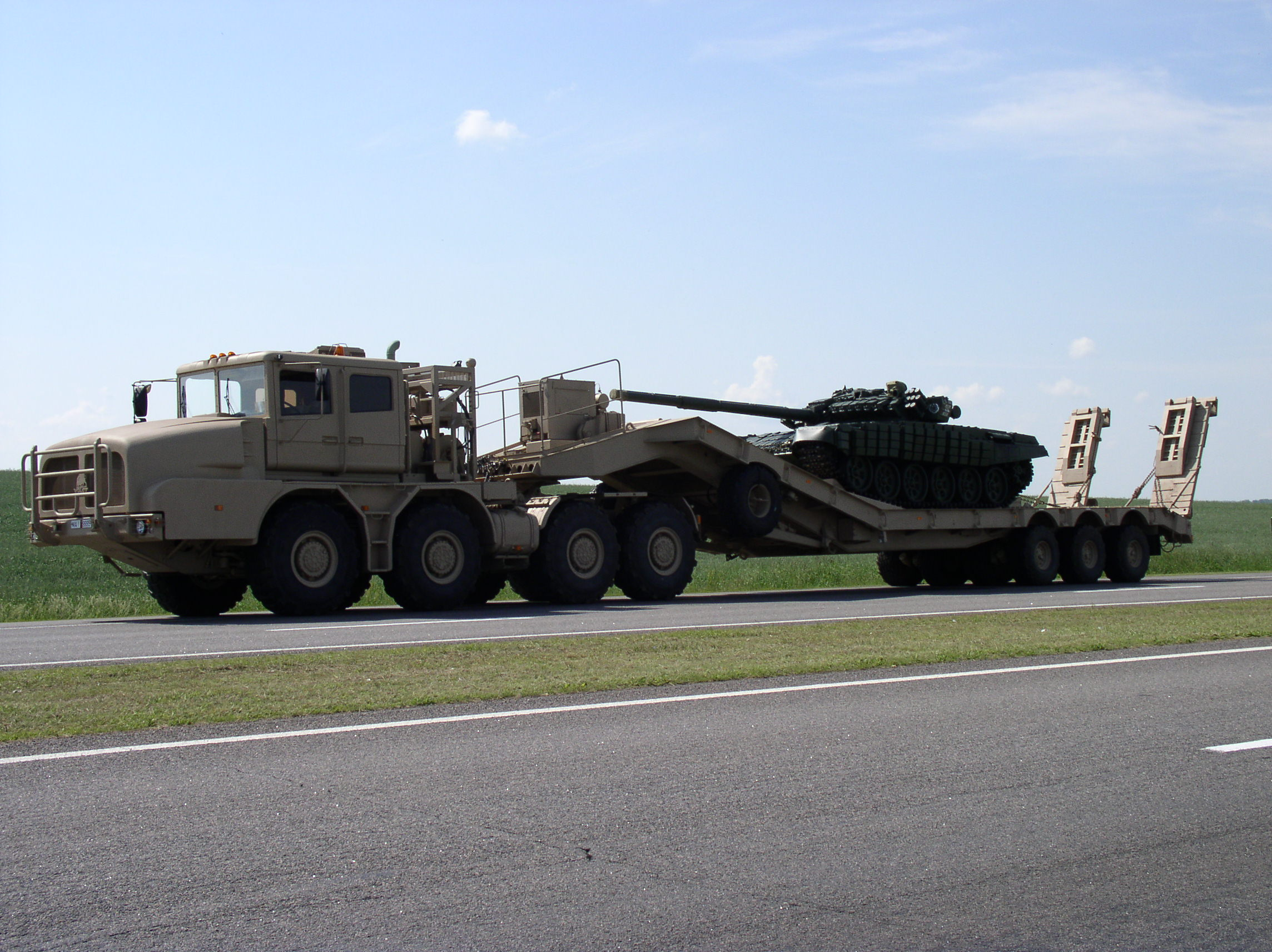
白俄羅斯T-72

## 地理
白俄罗斯位于欧洲的中部，是一个内陆国家，与其接壤的国家有在东部的俄罗斯，北部的拉脱维亚，波兰，西北的立陶宛以及南部的乌克兰。白俄罗斯面积20.76万平方公里，南北相距560公里，东西相距650公里。白俄罗斯地处东欧平原，地勢低平、多为河流溼地，森林覆盖面积达到40％，最高峰为捷尔任斯克山，海拔345米，最低点在涅曼河为90米。
大小河流2万多条，总长9.06万公里。主要河流有第聂伯河、普里皮亚季河、西德维纳河、涅曼河和索日河，其中有6条河超过500公里。涅曼河向西北流入波罗的海，普里皮亚季河朝东与第聂伯河汇合后注入黑海。白俄罗斯拥有总面积为2,000平方公里的1万个湖泊，最大的纳拉奇湖面积为79.6平方公里，享有“万湖之国”美誉。另有130多个水库，水利资源丰富。气候介于温带大陆性气候和海洋性气候。冬季气候特征则较为温暖，1月西南部平均气温−4℃（布列斯特），东北部则为-8℃（维捷布斯克）。夏季气候凉爽而潮湿，平均气温18℃。白俄罗斯年降水量为550毫米～700毫米

## 资源
白俄罗斯矿产资源丰富，30多种矿物分布在4,000多个矿区，最重要的矿藏有钾盐，贮量居欧洲前列，可供开采20－115年。非矿资源有花岗石、白云石、石灰石、泥灰和白垩、防火材料和亚粘土等。泥炭贮量44亿吨（占原苏联总储量的36％）。饮用矿泉水和医疗矿泉资源丰富。森林覆盖率为36%，原始森林面积占19%。木材储量为10.93亿立方米，每年出口各种木材约500万吨。另外，白俄罗斯境内有各种动物3.1万种。

## 行政区划

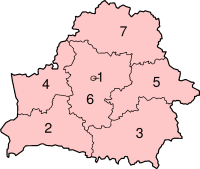
数字1为明斯克市、2为布列斯特州、3为戈梅利州、4为格罗德诺州、5为莫吉廖夫州、6为明斯克州、7为维捷布斯克州

白俄罗斯全国划分为7个国家一级行政区，包括6个州（вобласць）和一个具有独立行政区地位的市—首都明斯克市。
- 布列斯特州
- 戈梅利州
- 格罗德诺州
- 莫吉廖夫州
- 明斯克市
- 明斯克州
- 维捷布斯克州

### 主要城市
主要城市有布列斯特、戈梅利、格罗德诺、明斯克、莫吉廖夫和维捷布斯克等。

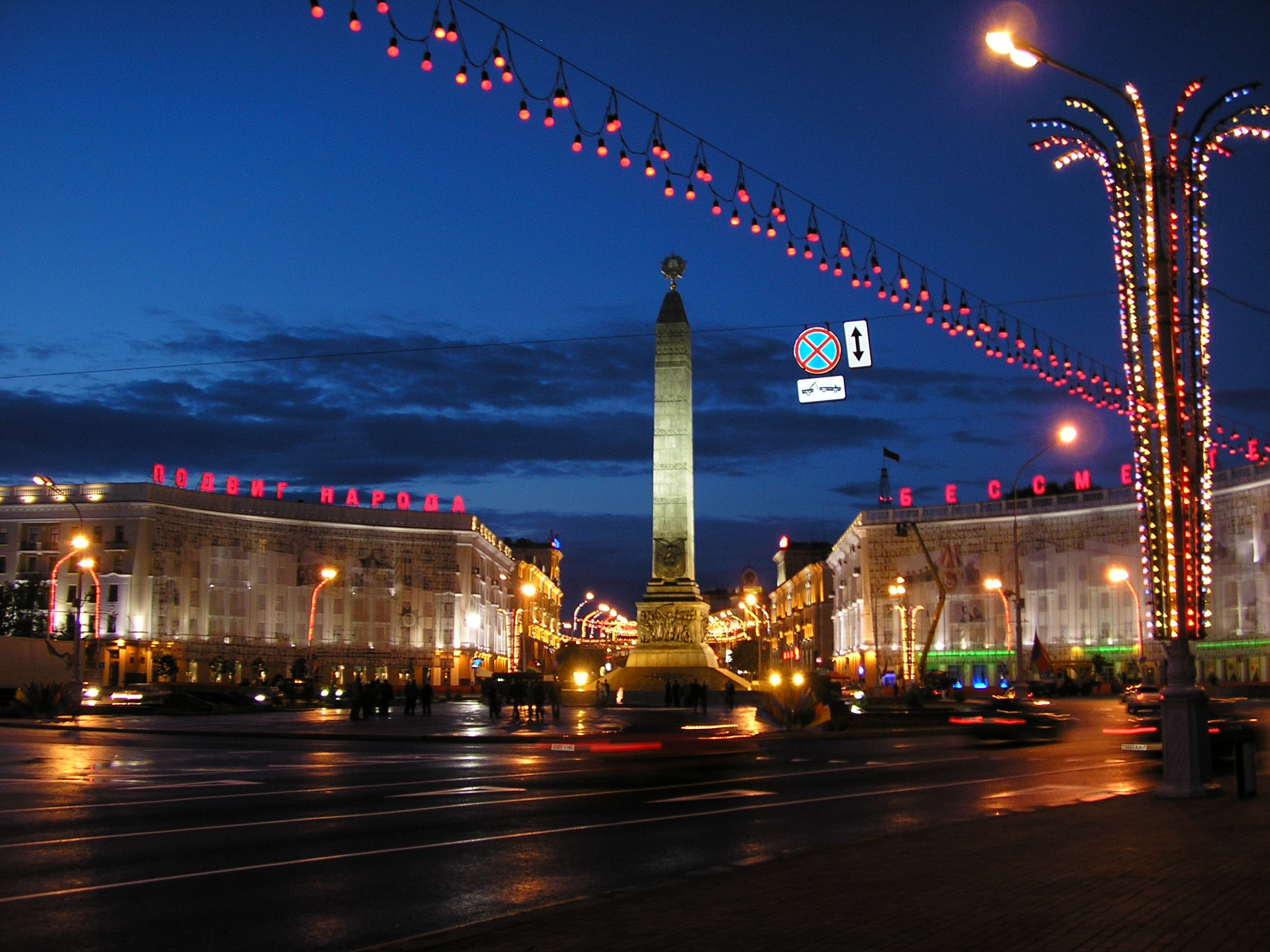
明斯克的勝利廣場
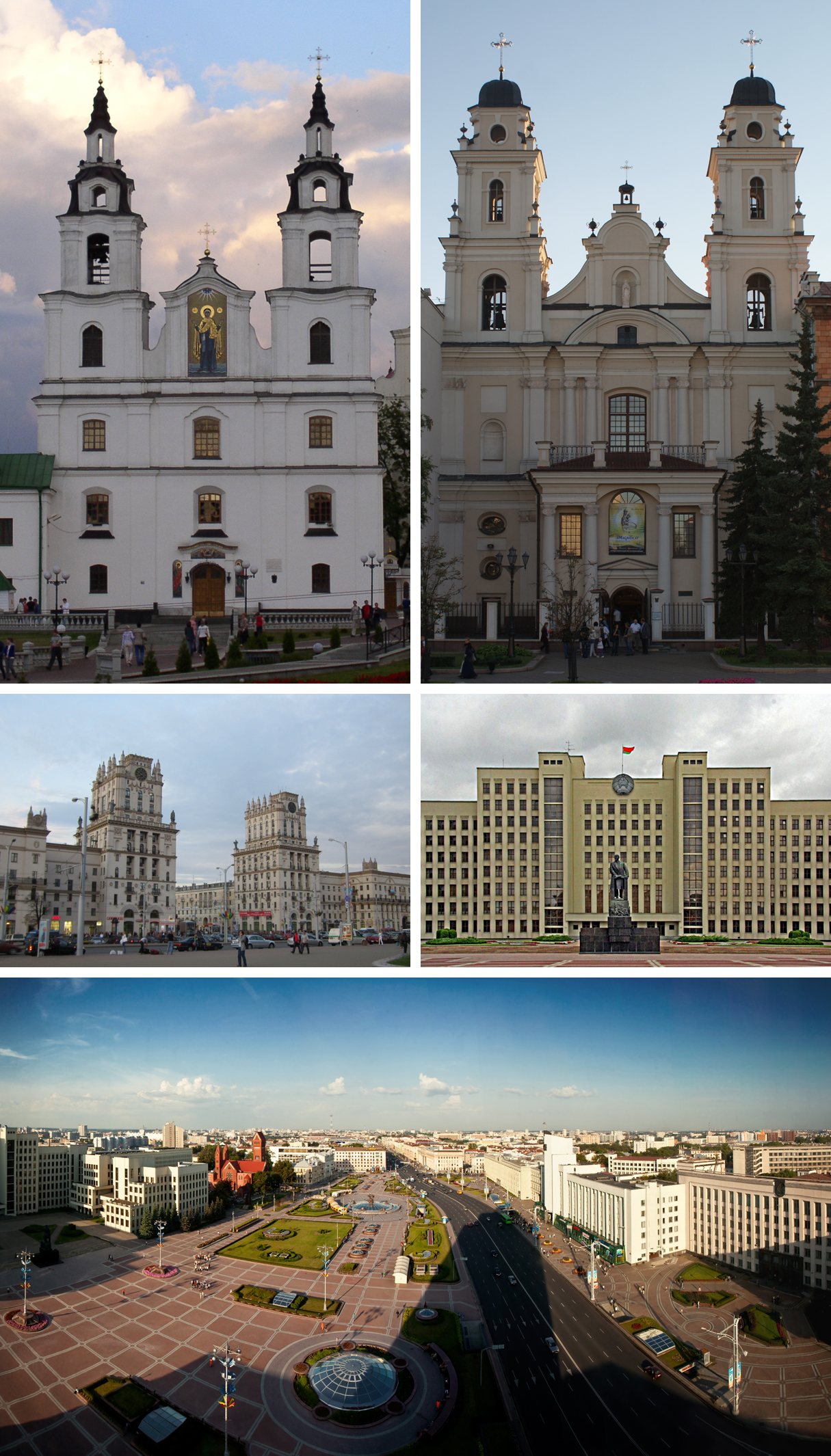
明斯克剪輯
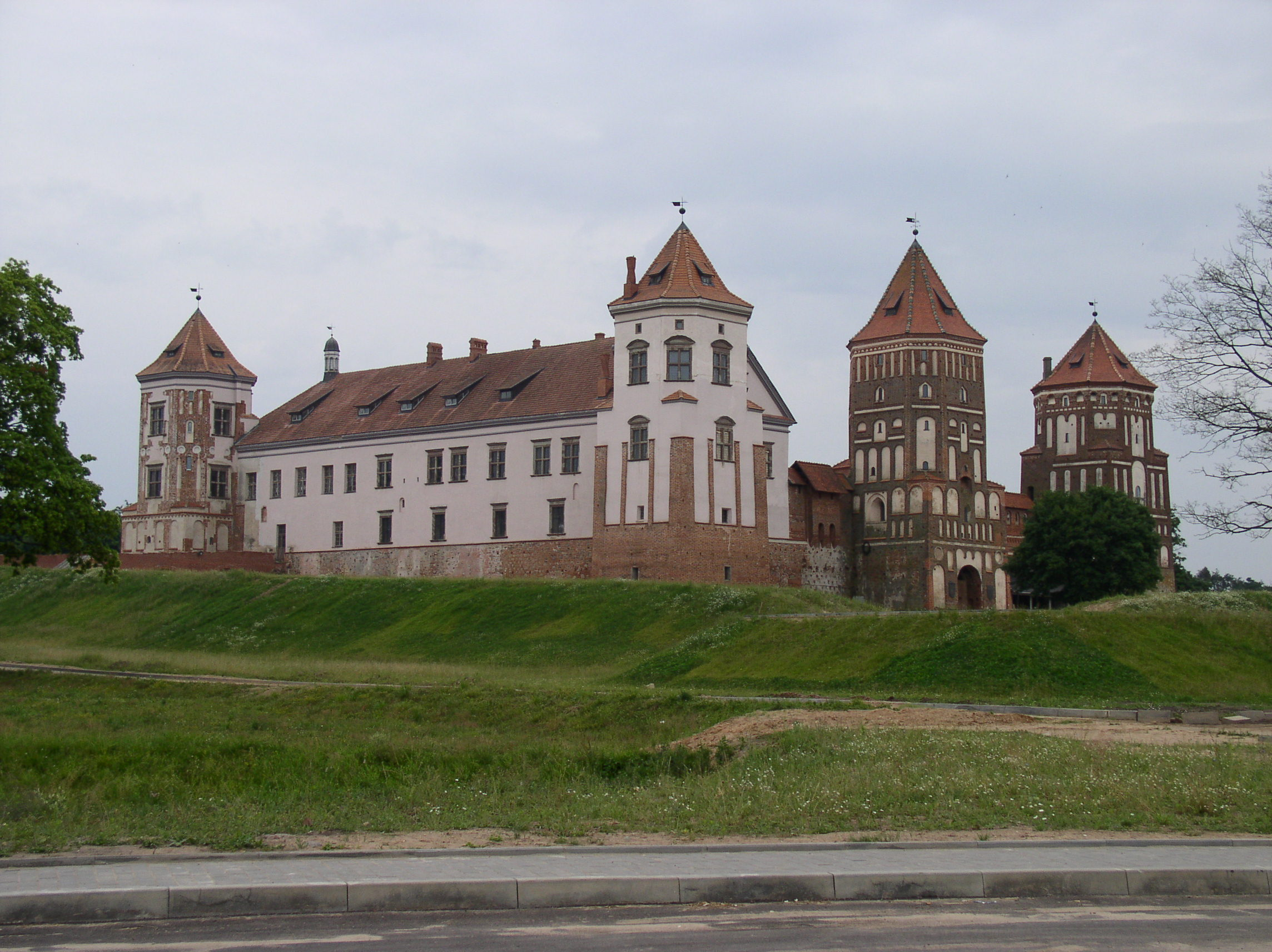
米爾城堡
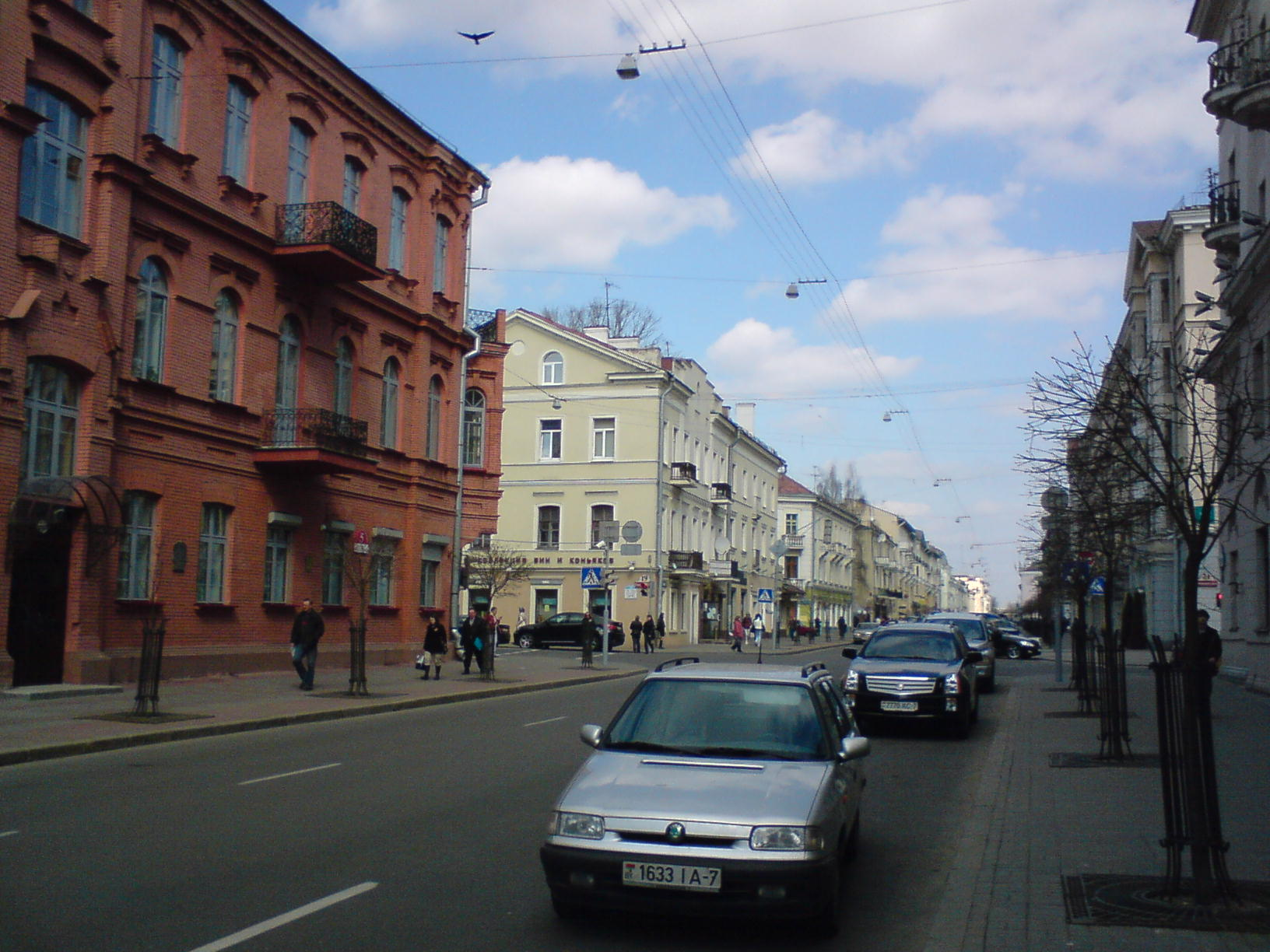
馬克思街
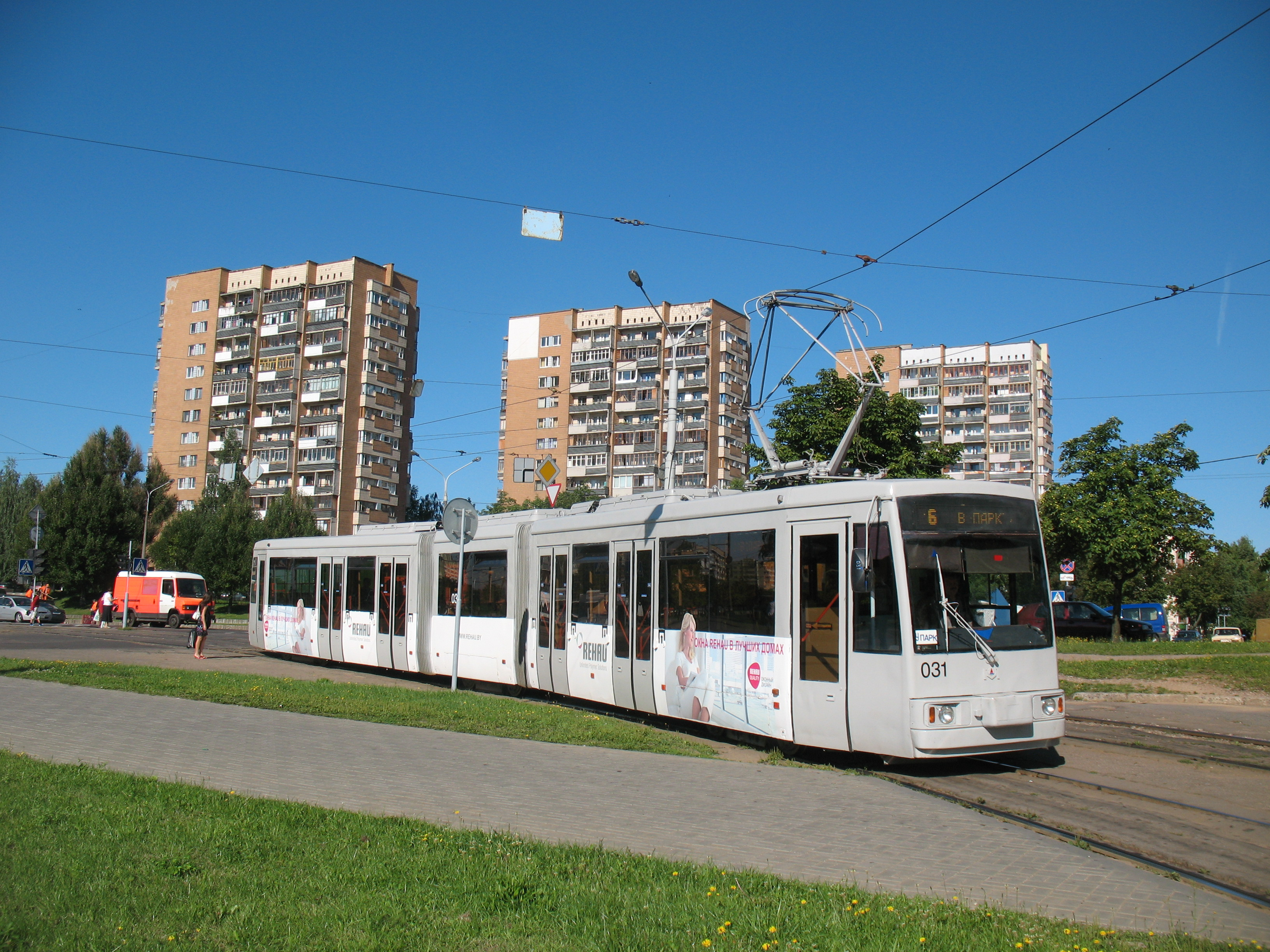
路面電車
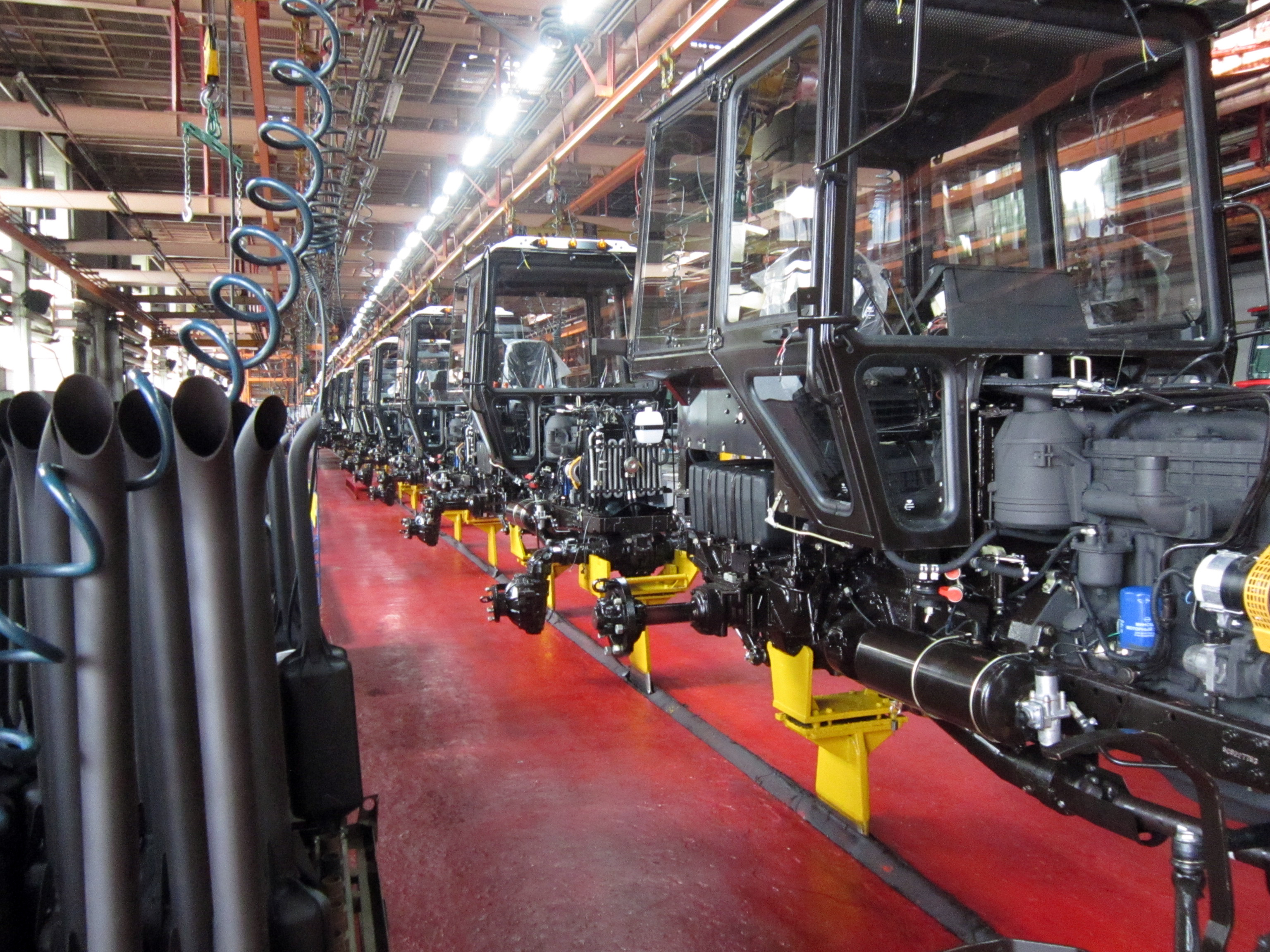
拖拉機工廠
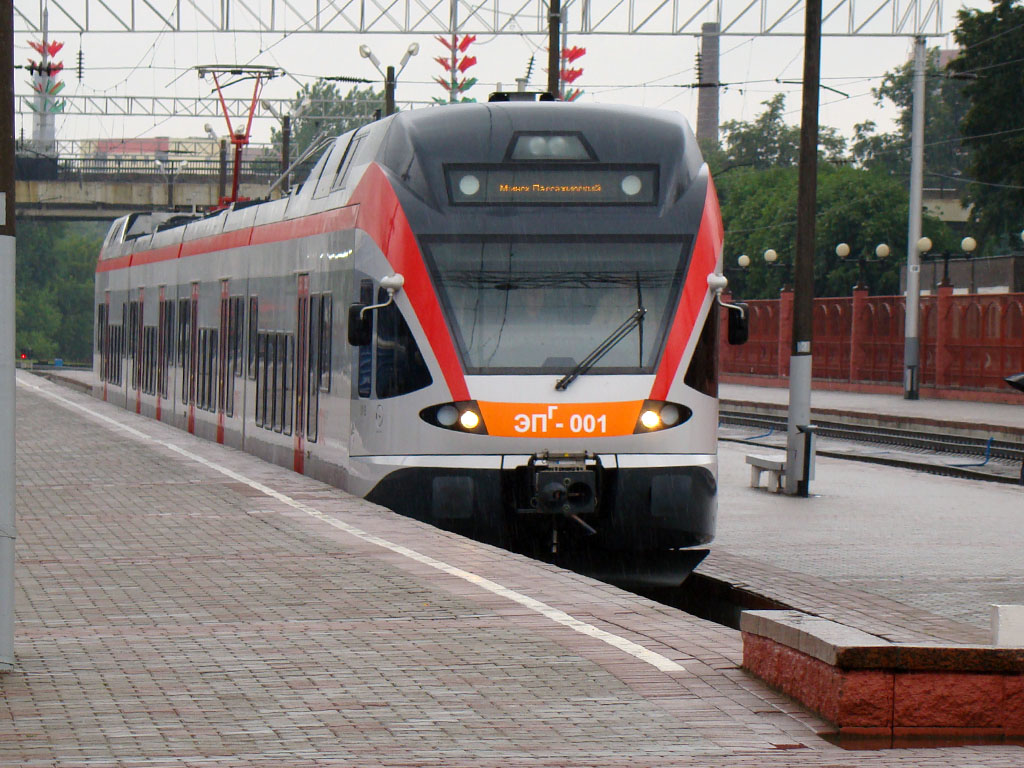
白俄羅斯城際鐵路
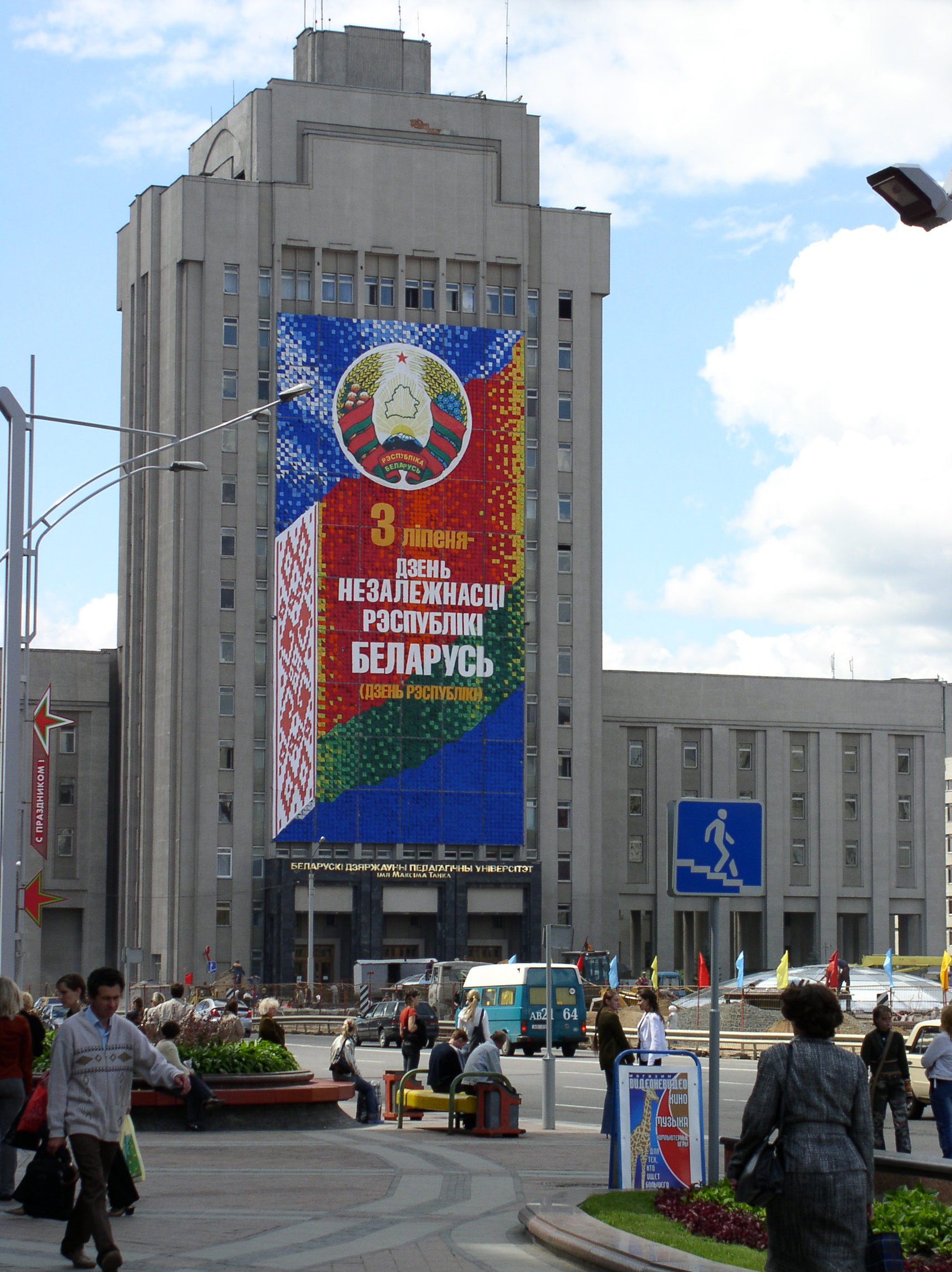
白俄罗斯国立师范大学
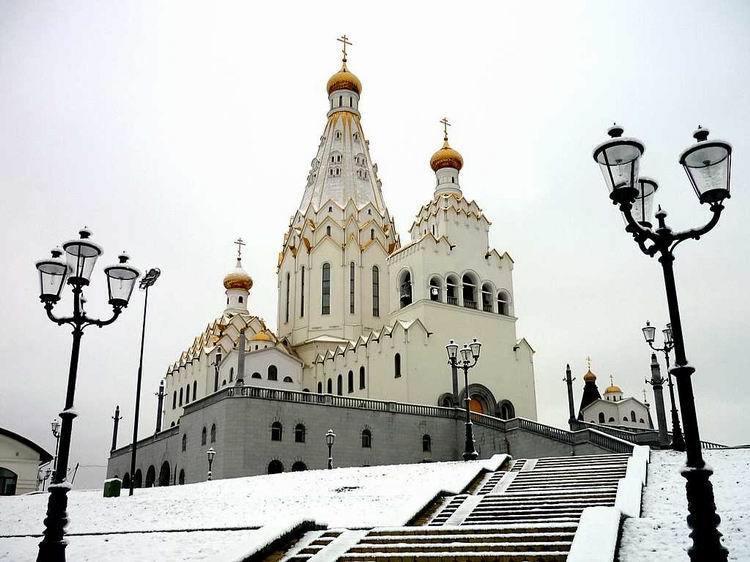
全聖教堂
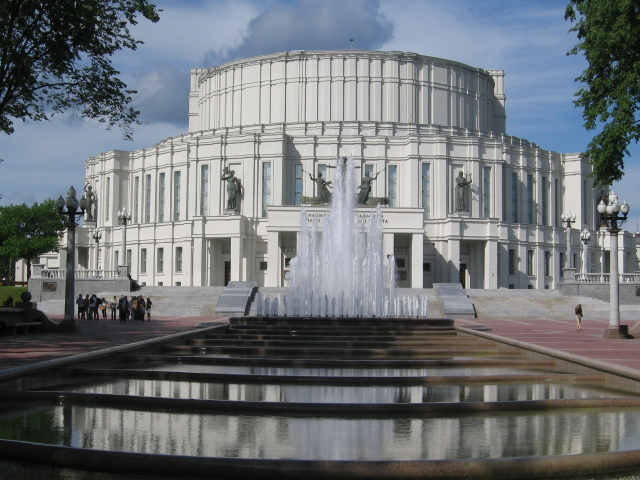
國家芭蕾舞歌剧院

## 经济

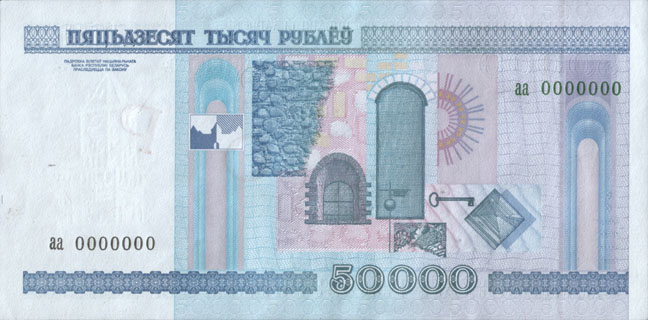
50,000白俄罗斯卢布鈔票正面

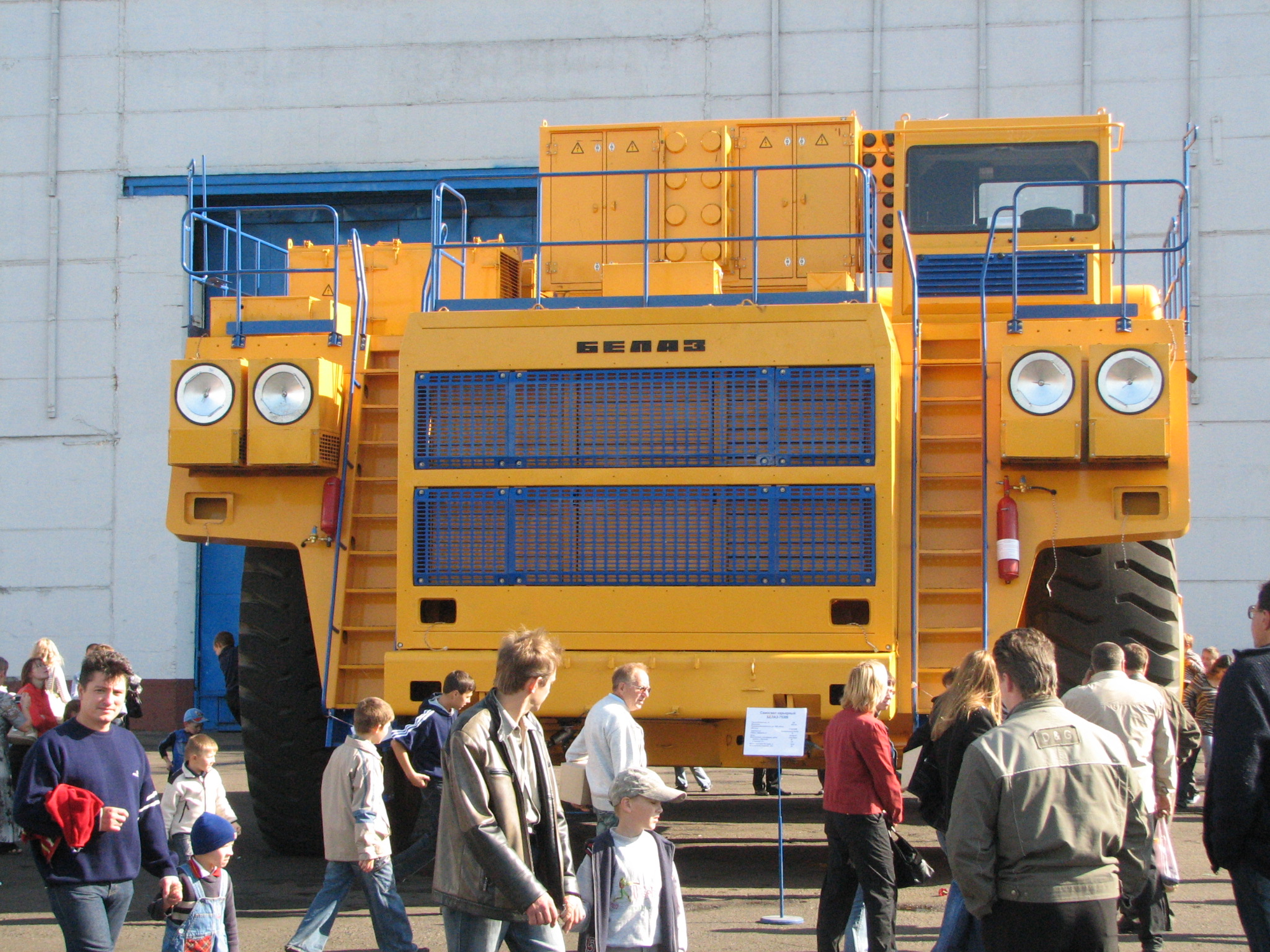
白俄羅斯製造的礦業卡車

2019年，白俄罗斯的名义GDP为625.72亿美元，人均名义GDP为6,604美元，GDP增速为1.2%，是世界第84大经济体。国有经济在白俄罗斯经济中占据重要地位：2015年有39.3%的白俄罗斯人受雇于国有企业。白俄罗斯自苏联时代就有良好的工业基础，2017年第二产业占GDP比重达40.8%。汽车制造业、机械制造业、冶金加工业、机床、电子及激光技术比较发达和先进，IT业也很发达；农业和畜牧业亦较发达，马铃薯、甜菜和亚麻等产量在独联体国家中居于前列。白俄罗斯与俄罗斯经济联系紧密，2021年与俄罗斯的贸易往来分别占白俄罗斯进出口份额的28.6%和35%；中华人民共和国与白俄罗斯的经贸往来也快速发展，2019年为其第五大出口国和第三大进口国，并在明斯克建有中国-白俄罗斯工业园。白俄罗斯的货币为白俄罗斯卢布。

## 人口
白俄罗斯人口为934.96万人（2021年），多年来呈下降趋势。主体民族白俄罗斯族占84.9%，俄罗斯族占7.5%，波兰族占3.1%，乌克兰族占1.7%，其他民族占2.8%。

## 宗教

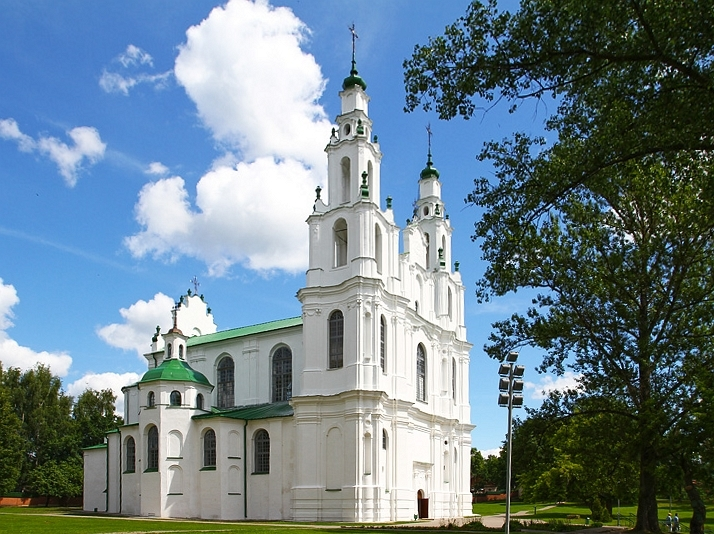
波洛茨克聖索菲亞大教堂

白俄罗斯居民大多信奉东正教，而西北部的一些地区则信奉天主教以及独立教派（东正教和天主教的合并教派）。

## 文化
白俄羅斯文化與周邊國家有很多的互動及影響，特別是在過去100年，人們生活的俄羅斯化使白俄羅斯許多傳統文化消失。白俄羅斯傳統服飾最初受基輔羅斯時期服飾風格的影響，之後主要受波蘭、立陶宛、拉脫維亞、俄羅斯等其他歐洲國家服裝形式的影響。除了受俄罗斯文化的影響，白俄羅斯的烹飪技術接近立陶宛，但給人的感覺是沒有鄰國豐富，也沒有鄰國那樣引人矚目。

### 文化發展
白俄羅斯政府大力介入文化發展，盧卡申科總統要求電台和電視台广播符合法令，訂有每日白俄羅斯语所占的百分比。電台和電視台都屬於國有，报纸大部分为國家控制，如“白俄罗斯共和国报”等。
白俄羅斯政府文化部資助推廣白俄羅斯藝術文化活動，贊助年度文化節日，例如維捷布斯克的集市斯拉夫巴扎，提供表演者、作家、音樂家和演員場所，展現白俄罗斯藝術工作者的才華。在國家假期時如獨立紀念日和勝利紀念日，明斯克不僅有煙火和閱兵表演，還有藝文活動展示，並授予各类獎項：「杰出民族英雄」、「白俄羅斯優秀音樂藝術」。 
白俄羅斯政府每年贊助的文化節包括：
1. “精湛的七十二坊”；
2. “明斯克之春”；
3. “七十二文藝汇演”；
4. 國際爵士樂節；
5. 全國收穫祭；
6. “兒童及青少年藝術”；
7. 青年藝術比賽綜藝節目；
8. “悲慟的尼爾斯維施城堡”；
9. “米爾城堡”；
10. 白俄罗斯節；
11. 全國诗咏與歌唱。

### 藝術和文學
白俄羅斯文學始於 11 至 13 世紀的宗教經文，例如 12 世紀圖拉夫的西里爾的詩歌。至16 世紀， Francysk Skaryna 將聖經翻譯成白俄羅斯語，於1517年至1525年間在布拉格和維爾紐斯 Vilnius出版，成為白俄羅斯及東歐第一本印刷書籍。 
白俄羅斯併入蘇聯後，蘇聯政府接管文化事務。起初「白俄羅斯化」政策受到重視，但在1930年代大逆轉。白俄羅斯知識分子和民族主義倡導者在斯大林主義下被流放或殺害。 白俄羅斯的文學作家流亡至波蘭，但1939年波蘭被蘇聯佔領。之後納粹德國佔領白俄羅斯後，詩人和作家繼續流亡，直到1960年代才返回祖國。
白俄羅斯音樂來自豐富的民間和宗教音樂，其音樂傳統可追溯至立陶宛大公國時代。19世紀，波蘭作曲家斯坦尼斯拉夫·莫紐什科在明斯克創作了歌劇和室內樂作品，與白俄羅斯詩人Vintsent Dunin-Martsinkyevich合作，創作了歌劇《農婦》 (Sialanka)。19世紀末，白俄羅斯的主要城市已普遍有歌劇和芭蕾舞團。 M. Kroshner 的芭蕾舞劇《夜鶯》 (Nightingale) 創作於蘇聯時期，成為第一部白俄羅斯芭蕾舞劇。
二戰後，白俄羅斯國家歌劇和芭蕾舞劇場於 1996 年被授予 Benois de la Dance 獎，成為世界頂級的芭蕾舞團。 近年來，儘管白俄羅斯政府支持傳統本土音樂，限制播放外國音樂，但搖滾音樂變得越來越流行。自2004年以來，白俄羅斯每年都派歌者參加歐洲歌唱大賽。

### 服飾
傳統白俄羅斯服飾起源於基輔羅斯時期。由於氣候涼爽，衣服的設計目的是為了保持體溫，通常由亞麻或羊毛製成。衣物的裝飾有受鄰近文化影響的華麗圖案：波蘭人、立陶宛人、拉脫維亞人、俄羅斯人和其他歐洲國家的文化。在白俄羅斯的每個地區都有特定的圖案樣式。 在白俄羅斯國旗上可見到早期禮服的裝飾圖案，該國旗圖案是在 1995 年爭議性公投之後所採用。 

### 飲食
白俄羅斯美食主要包括蔬菜、肉類和麵包，食物通常採取慢煮或燉煮的方式。通常，白俄羅斯人習慣用一頓清淡的早餐，午晚餐則相對豐盛。白俄羅斯餐桌上常見到小麥麵包和黑麥麵包，但以黑麥麵包更為尋常，因為氣候條件過於惡劣，當地種植小麥不容易。傳統上白俄羅斯東道主在招待客人時或外出訪客時，會提供麵包和鹽以表示熱情與好客。 

### 文化遺產
白俄羅斯有四個世界遺產遺址：
1. 米尔城堡群；
2. 涅斯维日城堡
3. 别洛韦日森林（與波蘭共有）；
4. 斯特鲁维测地弧（愛沙尼亞、芬蘭、拉脫維亞、立陶宛、挪威、摩爾多瓦、俄羅斯、瑞典和烏克蘭共有）。

## 教育

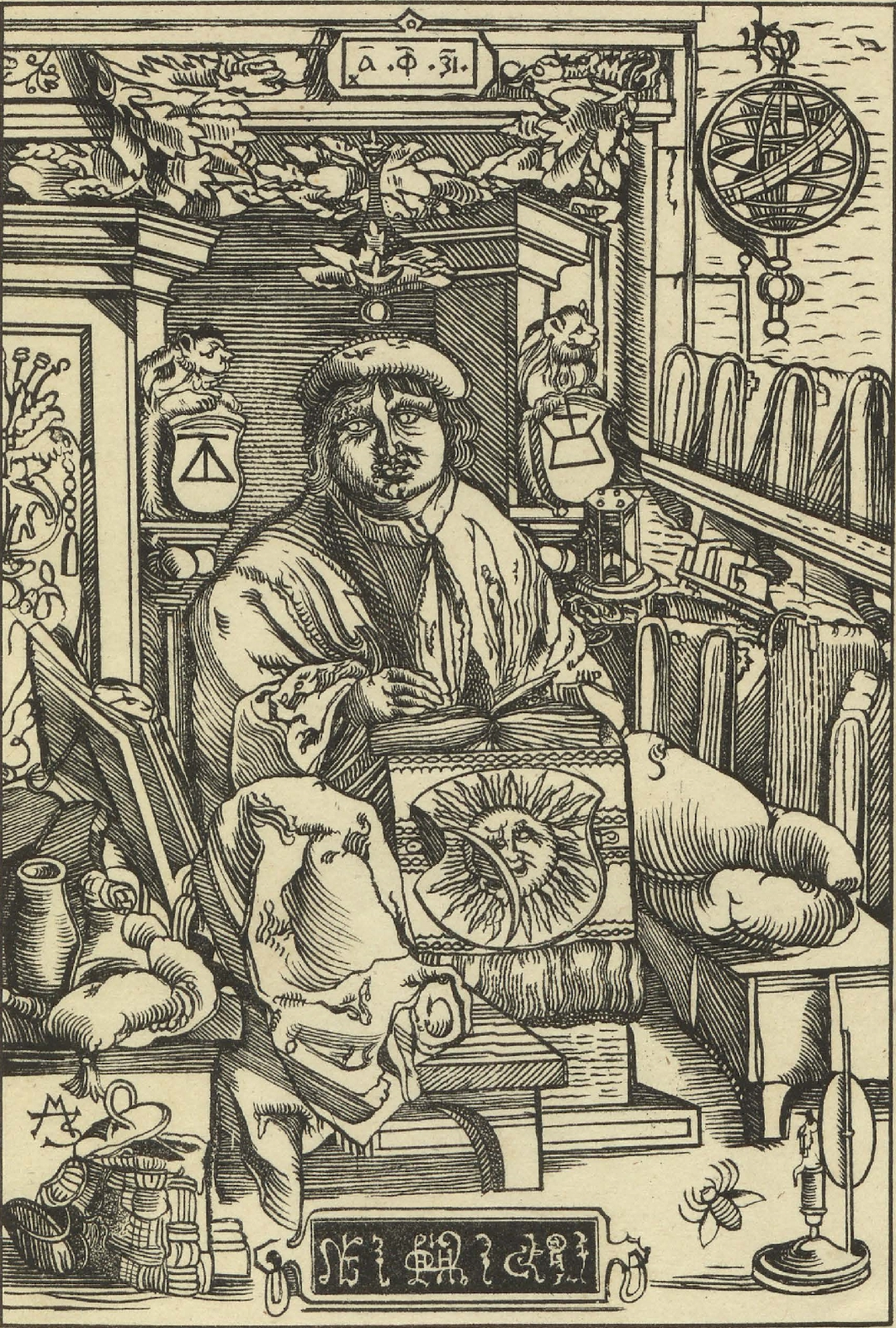
白俄羅斯文學的促進者弗兰齐斯克·斯科里纳

白俄罗斯教育发达，普通学校实行十二年制免费义务教育。高等院校学制4－5年，分免费和缴费两种形式。2005年教育预算支出占国家总预算支出的2.08%。现有4,128所学前教育机构（在学儿童约9万人）、4,221所普通中等教育机构（在校生约128万人）、253所中等专业学校、55所高等院校（其中国立高等院校43所、非国立高等院校12所）。据统计，目前普通中等教育机构的工作人员共15万人，其中教师约14万人；在高等院校工作的有2万余人。
著名大学有：白俄罗斯国立大学，成立于1921年，学生14,000人，教师1,610人；白俄罗斯国立技术大学，成立于1920年，学生21,000人，教师1,560人；白俄罗斯国立师范大学，成立于1914年，学生14,586人，教师1,038人；白俄罗斯国立经济大学，成立于1933年，学生15,000人，教师700人；白俄罗斯国立农业大学，成立于1940年，学生9,106人，教师630人；明斯克国立语言大学，成立于1948年，学生4,500人，教师537人。

## 外交
白俄罗斯奉行以俄罗斯为重点、多元化的外交政策，全面发展同独联体和周边国家关系，积极参与独联体地区一体化进程。以俄白联盟国为依托，积极参与俄罗斯主导的欧亚经济联盟建设。重视和发展同独联体各国、亚非拉国家等的友好合作关系，努力扩大国际影响。
截至2024年6月，白俄罗斯已与185个国家建立外交关系。
白俄羅斯也是上海合作組織成員國，也是第一個純歐洲成員國。由于白俄罗斯在人权、外交、民主政治与市场经济等多方面与欧盟价值观抵触，因此白俄罗斯与欧盟关系恶劣。

## 媒体
到2020年底，白俄罗斯全国共有1215家报刊，发行量和影响最大的报纸是总统办公厅机关报《今日白俄罗斯报》，以俄语出版，日发行量约40.29万份，创刊于1927年。此外发行量在1万份以上10万份以下的报纸有：《共和国报》、《人民报》、《为了祖国的荣誉》、《青年旗帜报》、《白俄罗斯田野》、《白俄罗斯实业报》、《人民意志报》。
电视和广播机构主要为白俄罗斯国家电视广播公司，该公司直属总统管辖，公司董事长、副董事长由总统任免。公司下辖新闻部、电视台、电台、无线电技术中心和商业广告部，在各州设有分部，其广播电视服务覆盖全国。共有约3000名专业人员。白俄罗斯国家广播电视公司下属的白俄罗斯广播电台创建于1925年11月，现有三套节目。第一套节目每天播出19小时。第二套节目每天播出16小时。“首都”广播电台每天播出12小时。三套节目都混用俄、白两种语言广播，乌克兰、波兰、立陶宛、拉脱维亚与白相邻地区及俄罗斯乌拉尔山脉以西地区可收听到。白俄罗斯国际广播电台通过互联网每天用白俄罗斯语、俄语、汉语、德语、英语对美国、加拿大、澳大利亚、中华人民共和国及20多个欧洲和非洲国家广播4小时。白俄罗斯国家电视台创建于1956年，混用白语和俄语播出，日播出时间约20小时。

## 死刑
白俄羅斯是目前歐洲地區唯一存在死刑法律的國家，这也是白俄罗斯被排除在欧洲委员会以外的原因之一。白俄罗斯最后一次行刑是在2019年处决2人。

## 體育

### 足球隊
- 鲍里索夫BATE足球俱乐部曾多次参加欧洲冠军联赛。
- MTZ莱普足球俱乐部